# روباه پرنده نقره‌ای
روباه پرنده نقره ای (نام علمی: Pteropus argentatus) نام یک گونه از سرده روباه پرنده است.